# 2003 en Lorraine
Chronologie de la Lorraine
- 1999
- 2000
- 2001
- 2002
- 2003
- 2004
- 2005
- 2006
- 2007

Cette page est une liste d'événements qui se sont produits durant l'année 2003 en Lorraine.

## Événements
- Créée à Pont-à-Mousson par Régis Bouillon et Jean-François Drouin, l'entreprise Les Brasseurs de Lorraine a pour vocation de faire renaître le savoir-faire artisanal brassicole lorrain.
- Le reste des archives emportées par François III de Lorraine à Vienne a été restituée aux Archives départementales de Meurthe-et-Moselle en 2003-2004[1] sous forme de microfilms. Une première partie avait été rendue en 1923.
- Tournage à Volmerange-les-Mines du film Le Club des chômeurs de Andy Bausch[2].

### Janvier
- L'usine Daewoo récemment implantée Mont-Saint-Martin  dépose le bilan. Le dirigeant coréen est en fuite[3].
- 2 janvier : provoqué par un court circuit dans la chapelle, le chateau de Lunéville s'embrase. Les pompiers déversent jusqu'à 21.000 litres à la minute pour maîtriser l'incendie[4],[3].
- 9 janvier : Metz est choisie pour accueillir un musée décentralisé du Centre Pompidou[3].

### Février
- 22 février : à 21 h 41, pendant une dizaine de secondes, une secousse d'une magnitude de 5,4 sur l'échelle ouverte de Richter et dont l'épicentre était situé près de Rambervillers[5] (Vosges), a été très nettement ressentie dans une quarantaine de départements français, ainsi que dans les régions frontalières de Suisse et d'Allemagne[6].

### Avril
- 25  au 27 avril : 48ème Rallye de Lorraine remporté par José Adam et Benoît Benito sur une Peugeot 206 WRC[7].

### Mai
- 31 mai : première marche des fiertés LGBT (Gay Pride) à Metz[8].

### Juin
- Juin 2003 : moyenne mensuelle minimale et maximale les plus élevées à Nancy pour un mois de juin avec respectivement 15 °C et 28,6 °C. Même constat à Metz ( 15,6 °C et 28 °C)[9].

### Juillet
19 au 23 juillet : 14ème jeux mondiaux des transplantés à Nancy.

### Août
- Céline Lamard est élue reine de la mirabelle[10].
- 9 août : pic de la canicule en Lorraine : 39.2° à Metz, 39.3 à Nancy[3].

### Septembre
- L'extraction du charbon cesse à Merlebach[3].

### Octobre
- 2, 3, 4 et 5 octobre : Festival international de géographie, à Saint-Dié-des-Vosges, sur le thème : Eau et géographie, source de vie, source de conflits, trait d'union entre les hommes.

- 8 octobre entre 13h00 et 14h00, la centrale nucléaire de Cattenom cause accidentellement un échauffement de l’eau de la Moselle de 2,2 °C alors que cet échauffement est limité à 1,5 °C par arrêté préfectoral[11]. Cet échauffement a été considéré comme non dangereux par l'ASN et classé 0 sur l'échelle INES.

### Novembre
- Création d'Anim'Est, convention annuelle sur le thème de la culture japonaise. Cet événement a lieu chaque année depuis 2003 au mois de novembre à Nancy.

- 7 novembre : vers 23h00 le clocher de la basilique de Sion s'embrase. Le clocher est totalement détruit, le ministre de la Culture, Jean-Jacques Aillagon fait accélérer la procédure de classement afin que l'état puisse participer au financement de la reconstruction[3],[4].

## Inscriptions ou classements aux titre des monuments historiques
- En Meurthe-et-Moselle : Basilique Notre-Dame de Sion[12], Établissement d'Émile Gallé à Nancy[13], Place de la Carrière à Nancy[14]; Siège de la société des Hauts-Fourneaux et Fonderies de Pont-à-Mousson à Nancy[15]; Place Stanislas à Nancy[14]

- En Meuse : Chapelle de l'Institution Saint-Joseph à Verdun [16];

- En Moselle : Site archéologique du Mont-Saint-Germain[17], Site archéologique de la Croix-Guillaume à Saint-Quirin[18]

## Décès
- 16 février : Hippolyte Ramel, né le 15 octobre 1908 à Knutange (Moselle), homme politique français.
- 19 mars à Petit-Tenquin : Ernest Risse né le 22 février 1921 à Vichy (Allier) , peintre français.
- 29 juin à Lunéville : Jean Bichat, né le 4 février 1909 à Lunéville, homme politique français.
- 1er août : Jean-Pierre Humblot, personnalité française de Nancy, né en 1940 à Cousances-les-Forges (Meuse) et mort assassiné en 2003 pour des motifs homophobes et transphobes.